# مدينة مستدامة
المدن المستدامة، أو المدينة البيئية، هي مدينة صممت مع مراعاة الأثر البيئي، والتي يقطنها شعب مخصص لتقليل المدخلات المطلوبة من إنتاج الطاقة والمياه والمواد الغذائية، والنفايات من الحرارة، وتلوث الهواء - CO2، والميثان، وتلوث المياه . ريتشارد سجل أول من صياغه لمصطلح «المدن البيئية» في كتاب له 1987، بيركلي المدن البيئية:بناء مدن من أجل مستقبل صحي. شخصيات بارزة أخرى تصورت المدينة المستدامة المهندس المعماري Paul f Downton، الذي أسس لاحقا شركة Ecopolis بي تي واي المحدودة، وكتاب تيموثي Beatley وستيفن ليمان (2)، الذين كتبوا على نطاق واسع حول هذا الموضوع. مجال علم البيئة الصناعية ويستخدم أحيانا في التخطيط لهذه المدن. لا يزال هناك لا اتفاق تماما على تعريف لماذا المدينة المستدامة ينبغي أن تكون أو موافقة تامة على نموذج لمكونات ما ينبغي أن تتضمنه. بشكل عام، والخبراء يتفقون على أن التنمية المستدامة يجب أن تلبي احتياجات الحاضر دون التضحية بقدرة الأجيال المقبلة على تلبية احتياجاتها الخاصة. الغموض في هذه الفكرة يؤدي إلى قدر كبير من التباين من حيث كيفية تنفيذ المدن محاولاتهم لتصبح مستدامة. ومع ذلك، المدينة مستدامة ينبغي ان تكون قادرة على إطعام نفسها مع اعتماد ضئيل على المناطق الريفية المحيطة بها، وتقوي نفسها مع مصادر الطاقة المتجددة. جوهر هذا هو خلق أصغر بصمة الإيكولوجية ممكنه، وإنتاج أقل كمية ممكنه من التلوث، لاستخدام الأراضي بكفاءة، ومواد السماد المستخدمة، وإعادة تدويره أو تحويل النفايات إلى طاقة، وبالتالي المساهمة الشاملة للمدينة في التغير للمناخي سيكون في الحد الأدنى، إذا ما انضمت إلى مثل هذه الممارسات. وتشير التقديرات إلى أن أكثر من 50٪ من سكان العالم يعيشون الآن في المدن والمناطق الحضرية.هذه المجتمعات الكبيرة على حد سواء توفر التحديات والفرص لمطوري الوعي البيئي، وهناك مزايا واضحة لزيادة تحديد والعمل على تحقيق أهداف المدن المستدامة. البشر مخلوقات اجتماعية وتزدهر في الأماكن الحضرية التي تعزز الروابط الاجتماعية. بسبب هذا، فإن التحول إلى المناطق الحضرية، الأكثر كثافة توفر متنفسا للتفاعل الاجتماعي والظروف التي يمكن للإنسان ان يزدهر. على عكس الاعتقاد الشائع، يمكن أن تكون النظم الحضرية أكثر استدامة بيئيا من المعيشة في الريف أو في الضواحي. مع الناس والموارد الموجودة على مقربة من بعضها البعض أنه من الممكن توفير الطاقة وموارد الأشياء مثل نقل المواد الغذائية وأنظمة النقل الجماعي. أخيرا، المدن تعود بالنفع على الاقتصاد من خلال تحديد موقع رأس المال البشري في منطقة واحدة جغرافية صغيرة نسبيا حيث يمكن توليد الأفكار.

## مواصفات المدينة المستدامة
- نظم زراعية مختلفة مثل المخططات الزراعية داخل المدينة (الضواحي أو في الوسط). وهذا يقلل من مسافة المواد الغذائية التي عليها السفر من حقل إلى مفترق الطرق. الإنجاز العملي يمكن أن يتم من من قبل أي من صغار / القطاعات المزارع الخاصة أو من خلال الزراعة على نطاق أوسع (farmscrapers) على سبيل المثال
- مصادر الطاقة المتجددة، مثل توربينات الرياح، والألواح الشمسية، أو الغاز الحيوي التي تم إنشاؤها من مياه الصرف الصحي. مدن توفر وفورات الحجم التي تجعل من مثل هذه مصادر الطاقة قابلة للحياة.
- وسائل مختلفة للحد من الحاجة لتكييف الهواء (أ الطلب على الطاقة الهائلة)، مثل زراعة الأشجار وتخفيف الألوان السطحية، ونظام التهوية الطبيعية، وزيادة في المسطحات المائية، ومساحات خضراء، ما يعادل ما لا يقل عن 20٪ من مساحة المدينة. هذه التدابير تواجه «تأثير جزيرة الحرارة» الناجمة عن وفرة من مهبط المطار والأسفلت، والتي يمكن أن تجعل المناطق الحضرية أكثر دفئا بعدة درجات من المناطق الريفية المحيطة بها، بقدر ست درجات مئوية خلال المساء.
- تحسين وسائل النقل العام وزيادة في طرق المشاة للحد من انبعاثات السيارات. وهذا يتطلب نهجا مختلفا جذريا لتخطيط المدن، مع عمل متكامل، ، المناطق الصناعية السكنية. و الطرق يجوز ان تصمم لجعل القيادة صعبة.
- كثافة البناء المثلى لجعل وسائل النقل العام قابلة للحياة ولكن تجنب خلق جزيرة الحرارة الحضرية.
- حلول لتقليل الزحف العمراني، من خلال اكتشاف وسائل جديدة لتمكين الناس من العيش أقرب إلى مساحة العمل. [بحاجة لمصدر] ومنذ ان اماكن العمل تميل إلى ان تكون في المدينة، وسط المدينة، أو مركز حضري، انهم يبحثون عن طريقة لزيادة كثافة عن طريق تغيير مواقف قديمة لدى العديد من سكان الضواحي باتجاه المناطق داخل المدينة. [بحاجة لمصدر] واحدة من الوسائل الجديدة لتحقيق ذلك هي عن طريق الحلول التي وضعتها حركة النمو الذكي. [بحاجة لمصدر]
- الأسطح الخضراء
- النقل عديمة الانبعاثات
- بناء صفر الطاقة
- انظمة الصرف الصحي المستدامة في المناطق الحضرية أو رغوة الصابون
- انظمة الحفاظ على الطاقة/ لأجهزة
- Xeriscaping - حديقة، وتصميم المناظر الطبيعية للحفاظ على المياه
- مؤشرات الأداء الرئيسية - التنمية واداة إدارة ألتنفيذ العمليات وتوفير التوجيه وM & V لمسؤولي المدينة [5].

## الهندسة المعمارية

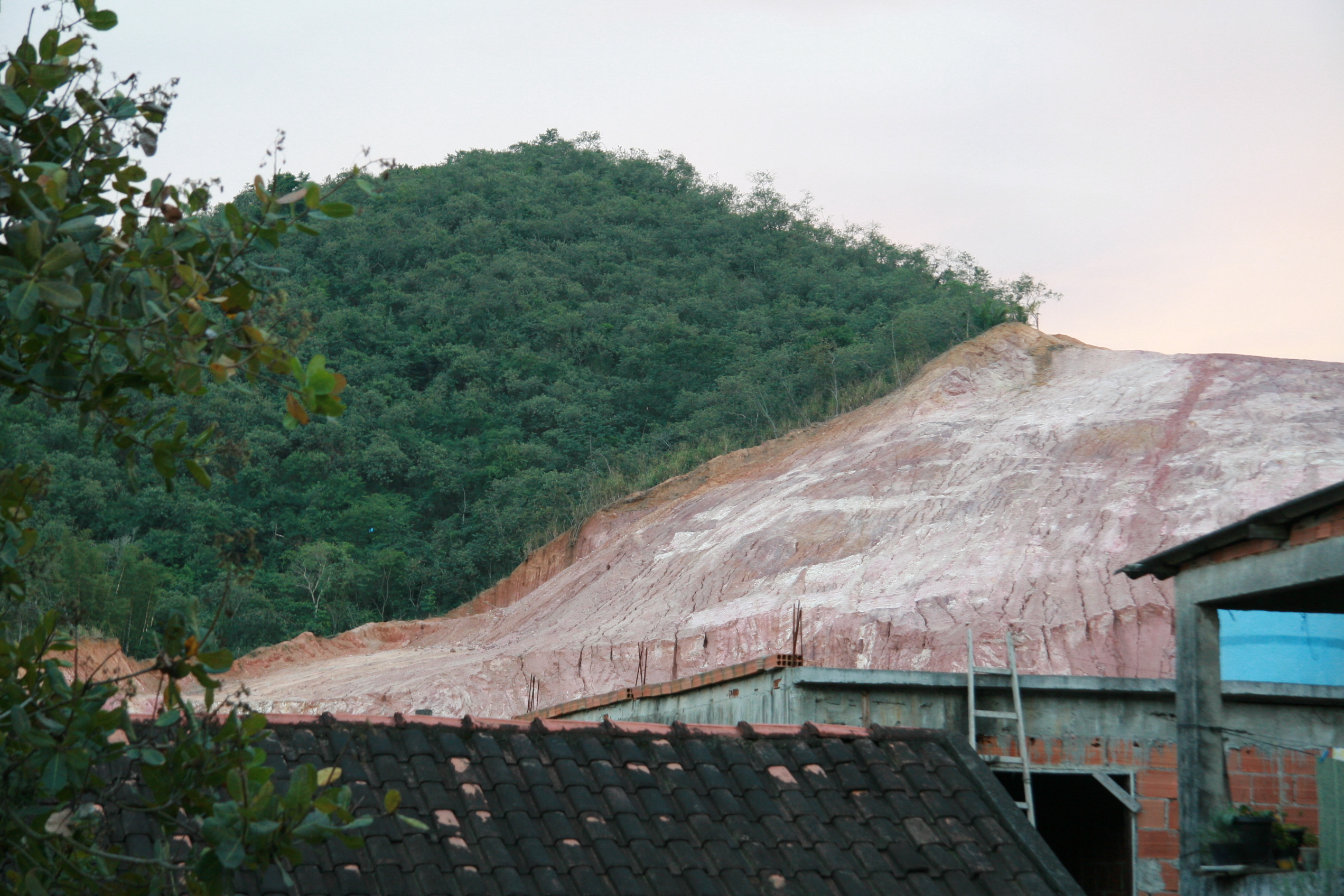

المباني توفر البنية التحتية لسير المدينة وتسمح للعديد من الفرص لإثبات وجود التزام لتحقيق الاستدامة.الالتزام بالعمارة المستدامة تشمل جميع مراحل البناء بما في ذلك التخطيط والبناء، وإعادة الهيكلة.
المنطقة الصناعية البيئة
الغرض من المنطقة الصناعية البيئة هو ربط عدد من الشركات والمنظمات للعمل معا لتقليص تأثيرها على البيئة في نفس الوقت تحسين أدائها الاقتصادي. ومجتمع الأعمال يحقق هذا الهدف من خلال التعاون في إدارة القضايا والموارد البيئية، مثل الطاقة والمياه و المواد،. ومكونات البناء للمنطقة الصناعية البيئة وتشمل النظم الطبيعية واستخدام أكثر فاعليه للطاقة، و أكثر كفاءة لتدفق المواد و المياه الحدائق الصناعية ينبغي ان تبنى لتناسب إعداداتها الطبيعية، وذلك للحد من التأثيرات البيئية، والتي يمكن أن تتحقق من خلال تصميم المصنع، والمناظر الطبيعية، واختيار المواد. على سبيل المثال، هناك منطقة صناعية في ولاية ميشيجان التي بناها تصاميم فينيكس التي صنعت بالكامل تقريبا من المواد المعاد تدويرها. والمناظر الطبيعية للمبنى وتشمل الأشجار والأعشاب، والزهور، وتصميم المناظر الطبيعية سوف تكون بمثابة المأوى المناخي للمرافق. في اختيار المواد اللازمة لبناء حديقة للبيئة الصناعية، المصممي يجب أن يأخذوا بعين الاعتبار تحليل دورة الحياة في كل وسط يوجد في المبنى لتقييم تأثيرها الحقيقي على البيئة وضمان أنهم يستخدموها من مصنع لآخر، والتوصيل البخاري من الشركات لتوفير التدفئة للمنازل في المنطقة، واستخدام الطاقة المتجددة مثل الرياح والطاقة الشمسية. أما من حيث تدفقات المواد، الشركات في المنطقة الصناعية البيئة يمكن ان يكون لديها مرافق معالجة النفايات، وسيلة لنقل المنتجات من مصنع إلى آخر، أو وضع المنطقة الصناعية حول شركات تزويد الموارد التي يتم ترسيخهم للموقع أو البدأ من الصفر.لإنشاء تدفقات المياه أكثر فعالية في المناطق الصناعية، المياه المعالجة من مصنع يمكن إعادة استخدامها في مصنع آخر والبنية التحتية للمنطقة يمكن أن تتضمن وسيلة لجمع وإعادة استخدام جريان مياه الأمطار.

## الزراعة في المناطق الحضرية
الزراعة في المناطق الحضرية عملية تنمية وتوزيع المواد الغذائية، فضلا عن تربية الحيوانات، داخل وحول المدينة. وفقا لمؤسسة RUAF، الزراعة الحضرية تختلف عن الزراعة في المناطق الريفية لأنها «هي تدمج في نظام المناطق الحضرية والاقتصادية والبيئية: الزراعة الحضرية مضمنه في، ومتتفاعله مع النظام البيئي في المناطق الحضرية مثل هذه الروابط تشمل استخدام سكان المدن كعمال. ، واستخدام الموارد في المناطق الحضرية (مثل النفايات العضوية مثل السماد ومياه الصرف الصحي في المناطق الحضرية لأغراض الري)، وصلات مباشرة مع المستهلكين في المناطق الحضرية، والتأثيرات المباشرة على البيئة الحضرية (الإيجابية والسلبية)، كونها جزءا من النظام الغذائي في المناطق الحضرية، التي تتنافس على الأرض مع وظائف حضرية أخرى متأثرة بسياسات وخطط الحضرية، الخ». وهناك العديد من الدوافع وراء الزراعة في المناطق الحضرية، ولكن في سياق إنشاء مدينة مستدامة، هذه الطريقة لزراعة الغذاء توفر طاقة في نقل الأغذية ويوفر التكاليف. لتكون الزراعة في المناطق الحضرية وسيلة ناجحة لنمو الأغذية المستدام، ينبغي للمدن تخصيص منطقة مشتركة لحدائق المجتمع أو المزارع، فضلا عن منطقة مشتركة لسوق المزارعين بحيث ان المواد الغذائية تزرع داخل المدينة و يمكن أن تباع للمقيمين في نظام المناطق الحضرية. (اقرأ المزيد في الصفحة الزراعة في المناطق الحضرية)

## ملئ المناطق الحضرية
العديد من المدن في الوقت الحاضر في تحول من نموذج الزحف للضواحي للتنمية إلى العودة إلى الحياة الحضرية الكثيفة. هذا التحول في التوزيع الجغرافي للسكان يؤدي إلى نواة أكثر كثافة من سكان المدينة.هؤلاء السكان يقدمون طلب متزايد في العديد من القطاعات التي تنعكس في النسيج المعماري للمدينة. هذا الطلب الجديد يمكن أن يدعم عن طريق البناء الجديد أو إعادة التأهيل التاريخي. وسوف تختار المدن المستدامة لإعادة التأهيل التاريخي حيثما كان ذلك ممكنا. وجود اناس يعيشون في الكثافات السكانية المرتفعة ليس فقط يعطي اقتصاديات كبيرة الحجم، ولكنه يسمح أيضا للبنية التحتية لتكون أكثر كفاءة.

## عمران مصممة للسكان ( مدن للمشاة )
التمدن للمشاة و السكان هو إستراتيجية التنمية في المعارضة إلى الزحف العمراني. وهو يدعو السكن لمجموعة متنوعة من السكان، وهو مزيج كامل من الاستخدامات، ويمكن المشي فيها الشوارع، الأماكن العامة إيجابية ومتكاملة المراكز المدنية والتجارية، والتوجه العبور ومساحة مفتوحة يمكن الوصول إليها. ومن المعروف أن الشكل الأكثرتحديدا واضحا من التمدن يمكن السير كما ميثاق العمران جديد

## المباني المفردة (LEED)
الريادة في الطاقة والتصميم البيئي
لييد، أو الريادة في الطاقة والتصميم البيئي، هي شهادة معترف بها دوليا لنظام المباني الخضراء. LEED يعترف بتصميم المباني المستدامة من خلال تحديد المجالات الرئيسية للتميز ومنها:. الموقع المستدام، وكفاءة استخدام المياه والطاقة والغلاف الجوي والمواد والموارد، وجودة البيئة الداخلية، المواقع و الروابط والتوعية والتعليم والابتكار فالتصميم، الاولوية الإقليمية [9] من أجل ان يكسب البناء شهادة (لييد) يجب اعطاء الحلول المستدامة الأولوية في تصميم البناء والاستخدام،. ومثال من حلول تصميمية مستدامة و استخدام الأخشاب المرخصة مثل الخيزران. الخيزران ينمو بسرعة و معدل الإحلال له سريع بعد أن تحصد. معظم المكافآت تمنح لحاول تحسين أداء الطاقة. هذا يعزز التفكير الإبداعي عن أشكال بديلة للطاقة ويشجع على زيادة الكفاءة.

## النقل
يساهم النقل المستدام- كمحور رئيسي للمدن المستدامة- في تقليل اعتماد المدينة على الغازات المسببة للاحتباس الحراري واستخدامها من خلال التخطيط الحضري الصديق للبيئة، والمركبات ذات التأثير البيئي المنخفض، والقرب السكني لإنشاء مركز حضري يتحمل مسؤولية بيئية وعدالة اجتماعية بشكل أكبر.
تتسبب أنظمة النقل الرديئة باختناقات مرورية ومستويات عالية من التلوث. شهد العقد الماضي تركيزًا متزايدًا على النقل المستدام من قبل خبراء التنمية، بسبب التأثير الكبير لخدمات النقل على استهلاك الطاقة في المدينة. تشكل أنظمة النقل حاليًا حوالي ربع استهلاك الطاقة وانبعاثات ثاني أكسيد الكربون في العالم. يعتمد النقل المستدام على ثلاث ركائز متفق عليها على نطاق واسع، في سياق تقليل التأثير البيئي الناجم عن النقل في المناطق الحضرية، ويستخدمها لإنشاء مراكز حضرية أكثر صحة وإنتاجية.
ينص الصندوق الاستئماني للكربون على أن هناك ثلاث طرق رئيسية يمكن للمدن أن تبتكرها لجعل النقل أكثر استدامة دون زيادة أوقات الرحلات: التخطيط الأفضل لاستخدام الأراضي، والتحول النموذجي لتشجيع الناس على اختيار أشكال نقل أكثر كفاءة، وجعل وسائط النقل الحالية أكثر كفاءة.

### مدن بلا سيارات
تدخل مفاهيم المدن الخالية من السيارات أو مناطق المشاة الكبيرة في تصميم المدن المستدامة. تساهم السيارات في جزء كبير من البصمة الكربونية للمدينة، ما يجعل مفهوم الاستغناء عن السيارات جزءًا لا يتجزأ من تصميم مدينة مستدامة. تتجه لندن لأن تجعل أجزاء كبيرة منها دون سيارات، للسماح للأشخاص بالمشي وركوب الدراجات بأمان، بعد الإغلاق الناجم عن جائحة كوفيد-19. اقُترح افتتاح ممرات دراجات بطول 47 ميلًا في بوغوتا في كولومبيا بالإضافة إلى شبكة الشوارع الحالية التي يبلغ طولها 75 ميلًا، والتي دُشنت مؤخرًا لتكون خالية من حركة المرور طوال الأسبوع.
أنتجت جائحة كوفيد-19 مقترحات لتغيير جذري في تنظيم المدينة، مثل بيان إعادة تنظيم المدينة بعد الجائحة، الذي نُشر في برشلونة، ووقع عليه 160 أكاديميًا و300 مهندس معماري، والذي يضم استبعاد السيارات كأحد عناصره الرئيسية.

### التركيز على القرب
يعد مفهوم القرب في المناطق الحضرية، الذي انبثق من خلال التخطيط الحضري الصديق للبيئة، عنصرًا أساسيًا في أنظمة النقل المستدامة الحالية والمستقبلية. يتطلب ذلك بناء المدن وتكييفها مع كثافة سكانية مناسبة ومعالم مميزة، بحيث تصبح الوجهات سهلة الوصول بأقل وقت عبور ممكن.
يسمح هذا الوقت المنخفض في العبور بتخفيض إنفاق الوقود ويفتح أيضًا الباب أمام وسائل نقل بديلة مثل ركوب الدراجات والمشي. يسمح القرب من السكان والمعالم الرئيسية أيضًا بابتكار وسائل نقل عام فعالة من خلال القضاء على الطرق الممتدة الطويلة وتقليل وقت التنقل. يقلل ذلك بدوره من التكلفة الاجتماعية للمقيمين الذين يختارون العيش في هذه المدن من خلال السماح لهم بمزيد من الوقت مع العائلات والأصدقاء، عن طريق الاستغناء عن جزء من وقت تنقلهم.
تعدّ ملبورن رائدة في إنشاء أحياء العشرين دقيقة، حيث يمكن لركوب الدراجات أو المشي أو استخدام وسائل النقل العام أن توصلك إلى العمل أو المتاجر أو أي وكالة حكومية في غضون 20 دقيقة. تقوم باريس بتجربة مفهوم مماثل في منطقة رو ديفولي، حيث حُدد وقت السفر لأي وجهة بخمسة عشر دقيقة.

### التنوع في وسائل النقل
يركز النقل المستدام على استخدام مجموعة متنوعة من مركبات النقل الموفرة للوقود من أجل تقليل انبعاثات الاحتباس الحراري وتنوع الطلب على الوقود. أصبحت هذه الاستراتيجية مهمة جدًا نظرًا لارتفاع تكلفة الطاقة وتقلبها بشكل متزايد، إذ تتيح طريقة لسكان المدينة ليكونوا أقل عرضة للزيادات والانخفاضات المختلفة في أسعار الطاقة المختلفة.
اكتسب استخدام سيارات الطاقة البديلة والتركيب الواسع لمحطات التزود بالوقود أهمية متزايدة، مع احتفاظ المسارات المركزية للدراجات والمشي بأهميتها كعنصر أساسي في حركة النقل المستدامة.
تتصدر تيسلا الشركات الرائدة في صناعة السيارات الكهربائية، والتي يقال إنها تقلل من آثار انبعاثات غاز ثاني أكسيد الكربون في السيارات. تعمل المزيد من الشركات على مستوى العالم على تطوير نسخها الخاصة من السيارات الكهربائية ووسائل النقل العام لتعزيز النقل المستدام.

### الوصول لوسائل النقل
من أجل الحفاظ على جانب من جوانب المسؤولية الاجتماعية المتأصلة ضمن مفهوم المدن المستدامة، تنفيذ وسائل النقل المستدامة و الوصول اليها يجب ان يشمل جميع مستويات المجتمع. يرجع ذلك إلى حقيقة أن تكلفة السيارة والوقود غالبا ما تكون مكلفة للغاية بالنسبة للمقيمين في المناطق الحضرية ذات الدخل المنخفض، واستكمال هذا الجانب غالبا ما يدور حول كفاءة وسائل النقل العام وامكانية الوصول إليها.
من أجل جعل الوصول لوسائل النقل العام بشكل أفضل، يجب أن تكون تكلفة الركوب معقولة ويجب أن يكون وجود المحطات لا أكثر من مسافة قريبة في كل جزء من المدينة. كما أظهرت الدراسات، هذا يخلق إمكانية زيادة كبيرة في الفرص الاجتماعية والإنتاجية لسكان المدينة. من خلال السماح و التوفير لسكان ذوي الدخل المنخفض وسائل النقل الرخيصة، لأنها تتيح للأفراد البحث عن فرص عمل في جميع أنحاء المركز الحضري بدلا من منطقة وببساطة الذي يعيشون فيه. وهذا بدوره يقلل من نسبة البطالة وعدد من المشاكل الاجتماعية المرتبطة بها مثل الجريمة وتعاطي المخدرات والعنف.

## التخطيط الاستراتيجي في المناطق الحضرية
على الرغم من عدم وجود سياسة دولية حول المدن المستدامة وليس هناك معايير دولية، الا ان هناك تنظيم; المدن المتحدة والحكومات المحلية (UCLG) التي تعمل على توجيه و تأسيس إستراتيجية و مبادئ عالمية في المناطق الحضرية. وUCLC بنية ديمقراطية ولامركزية تعمل في أفريقيا وآسيا وأوروبا وأمريكا اللاتينية وأمريكا الشمالية والشرق الأوسط وغرب آسيا وعمل قسم العاصمي إلى تعزيز بناء مجتمع أكثر استدامة. الستون (60) عضوا من لجنة ( UCLG) تقيم و تضع استراتيجيات التنمية الحضرية و الأطروحات و و تستخدم هذه الخبرات لتحقيق أفضل التوصيات. بالإضافة إلى ذلك، تضع المنظمة في الاعتبار الاختلافات في السياق الإقليمي والوطني.

## التنمية
في الآونة الأخيرة، اعترفت الحكومات المحلية والوطنية والهيئات الإقليمية مثل الاتحاد الأوروبي على الحاجة إلى الفهم الكلي و الشامل للتخطيط الحضري. هذا هو دور فعال لوضع سياسة دولية تركز على تحديات المدن ودور السلطات المحلية في الاستجابة. عموما، من حيث التخطيط الحضري، تقتصر مسؤولية الحكومات المحلية في استخدام الأراضي وتوفير البنية التحتية باستثناء استراتيجيات التنمية الحضرية الشاملة. مزايا التخطيط الاستراتيجي في المناطق الحضرية تشمل زيادة في الحكم، و تعاون و مساعدة الحكومات المحلية في وضع الأداء القائم على الإدارة، وتحديد واضح للتحديات التي تواجه المجتمع المحلي، وعلى نحو أكثر فعال الاستجابة على المستوى المحلي، بدلا من حكومة وطنية، وأخيرا فإنه يحسن الاستجابات المؤسسية و صنع القرارات المحلية. بالإضافة إلى ذلك، زيادة الحوار بين أصحاب المصلحة وتطوير الحلول المستندة إلى توافق في الآراء، ووضع خطط الاستمرارية بين الاستدامة والتغير في الحكومة المحلية، فإنه يضع القضايا البيئية كأولوية لتحقيق التنمية المستدامة للمدينة، وتقوم بدورمنصة لتطوير مفاهيم ونماذج جديدة للطاقة، والسكن والتنقل.

## العقبات
تطورت استراتيجيات تنمية المدن (CDS) لمواجهة التحديات الجديدة، وتوفير مساحة للسياسات المبتكرة التي تشمل جميع أصحاب المصلحة. عدم المساواة في التنمية المكانية والاجتماعية والاقتصادية الطبقات يقترن مع المخاوف الأخيرة للحد من الفقر وتغير المناخ من العوامل الجديدة في تحقيق المدن العالمية المستدامة. وفقا ل(UCLG) هناك اختلافات بين الظروف الإقليمية والوطنية، والإطار والممارسة التي يتم التغلب عليها في الالتزام الدولي الاتصال والتفاوض مع الحكومات الأخرى والمجتمعات المحلية والقطاع الخاص لتطوير مستمر من خلال النهج الابتكاري والمشاركة في القرارات الاستراتيجية، و توافق في الآراء والرصد وإدارة الأداء وزيادة الاستثمار.

## العوامل الاجتماعية من المدن المستدامة
وفقا لموئل الأمم المتحدة، يتركز حوالي نصف سكان العالم في المدن التي تم تعيينها لترتفع إلى 60٪ في غضون بضعة عقود. ال( UCLG)حددت ثلاثة عشر تحديا عالمية لإنشاء المدن المستدامة: التغير الديموغرافي و الهجرة، عولمة سوق العمل ،الفقر و الأهداف الانمائية التي لم تتم تلبيتها في السوق، التفرقة، والأنماط المكانية والنمو الحضري، تمدن العواصم وارتفاع المناطق الحضرية، والمزيد من السلطة السياسية للسلطة المحلية، والجهات الفاعلة الجديدة لتطوير المدينة وتوفير الخدمات، وانخفاض في التمويل العام من أجل التنمية، والبيئة وتغير المناخ، وتكنولوجيا المبناني الجديد وامكانية الوصول إليها، والاستعداد لحالة عدم اليقين وحدود النمو والاتصالات والشراكات العالمية.

## أمثلة
عندما واجهت إسبانيا الاضطراب الاقتصادي في أعقاب تراجع صناعات الصلب وصناعات الميناء واجهت مدينة بلباو الواقعة في منطقة إقليم الباسك ولكن من خلال التواصل بين الجهات المعنية والسلطات إلى خلق تحول داخل المدينة، و استفادة الحكومة المحلية من الزيادة في قيمة الأراضي في المناطق الميناء القديم. تم إطلاق الخطة الاستراتيجية لتنشيط مدينة بلباو في عام 1922 , وازدهر تجديد الصلب القديم وصناعات الميناء. تحول تجديد الصلب و صناعات الميناء إلى واحدة من أسواق أوروبا وأكثرها ازدهارا خير مثال على مشروع الاستدامة.
بيلو هوريزونتي، بالبرازيل، هي مدينة في عام 1897، وهي ثالث أكبر المدن الكبرى في البرازيل مع 2.4مليون نسمة. يجري إعداد الخطة الاستراتيجية لبيلو هوريزونتي (2010-2030) من قبل مستشارين خارجيين على أساس البنية التحتية لمدن مماثلة، ودمج دور الحكومة المحلية، وحكومة الولاية، وقادة المدينة وتشجيع مشاركة المواطنين. ويقود الحاجة إلى التنمية المستدامة للبيئة بمبادرة من الحكومة الجديدة في أعقاب عمليات التخطيط من حكومة الولاية. وعموما، فإن تطوير أي مدينة تعتمد على تنظيم الأراضي وتحسين البنية التحتية التي من شأنها تقديم دعم أفضل للتكنولوجيا والثقافية والمشهد الاقتصادي.